# Lordotus
Lordotus is een vliegengeslacht uit de familie van de wolzwevers (Bombyliidae). De wetenschappelijke naam van het geslacht werd voor het eerst geldig gepubliceerd in 1863 door Loew.

## Soorten
- L. abdominalis Johnson and Johnson, 1959
- L. albidus Hall, 1954
- L. apicula Coquillett, 1887
- L. arizonensis Johnson and Johnson, 1959
- L. bipartitus Painter, 1940
- L. bucerus Coquillett, 1894
- L. cingulatus Johnson and Johnson, 1959
- L. diplasus Hall, 1954
- L. diversus Coquillett, 1891
- L. divisus Cresson, 1919
- L. ermae Hall, 1952
- L. gibbus Loew, 1863
- L. hurdi Hall, 1957
- L. junceus Coquillett, 1891
- L. luteolus Hall, 1954
- L. lutescens Johnson and Johnson, 1959
- L. miscellus Coquillett, 1887
- L. nevadensis Hall and Evenhuis, 1982
- L. perplexus Johnson and Johnson, 1959
- L. planus Osten Sacken, 1877
- L. puella Williston, 1893
- L. pulchrissimus Williston, 1893
- L. rufotibialis Johnson and Johnson, 1959
- L. schlingeri Hall and Evenhuis, 1982
- L. sororculus Williston, 1893
- L. striatus Painter, 1940
- L. zona Coquillett, 1887